# Phasmophaga
Phasmophaga – rodzaj muchówek z rodziny rączycowatych (Tachinidae).

## Wybrane gatunki
- P. americana (Coquillett, 1897)[1]
- P. antennalis Townsend, 1909[1]
- P. floridensis (Greene, 1934)[1]
- P. meridionalis Townsend, 1909[1]